# Alexis de Garaudé (Komponist, 1779)
Alexis de Garaudé (* 21. März 1779 in Nancy; † 23. März 1852 in Paris) war ein französischer Komponist und Musikpädagoge.

## Leben
Alexis de Garaudé gehörte durch seinen Vater, einen Parlamentsrat in Nancy, dem Amtsadel an. Er hatte Musik zunächst nur zur Erweiterung seiner Bildung studiert, ging aber, nachdem die Familie durch die Revolution ruiniert war, nach Paris, um mit der Musik seinen Lebensunterhalt zu verdienen. Er studierte am neu eröffneten Pariser Konservatorium Gesang bei Girolamo Crescentini und Pierre-Jean Garat und Harmonielehre bei Giuseppe Cambini und Antonín Reicha.
Von 1808 bis zu deren Auflösung 1830 war de Garaudé Sänger der Kaiserlichen bzw. Königlichen Kapelle. Ab 1816 unterrichtete er Stimmbildung und Solfège am Konservatorium, von 1835 bis zu seiner Pensionierung 1841 war er Professor für Gesang.
Unter seinen Schülern war Clotilde Colombelle (* 26. März 1804 in Paris; † 5. Februar 1826 in Mailand), die nach einem erfolgreichen Studium am Konservatorium (erster Preis in Musiktheorie 1818, zweiter Preis in Gesang 1819) unter dem Namen Mademoiselle Coreldi eine vielversprechende Karriere als Sängerin am Teatro San Carlo und als Prima Donna am Teatro alla Scala begann, welche durch ihren frühzeitigen Tod beendet wurde. Sie war die Mutter seines Sohnes Alexis Albert Gauthier Colombelle (1821–1854), der unter dem Namen Alexis de Garaudé (Sohn) ebenfalls als Komponist bekannt wurde. Ein zweiter Sohn, Charles Gabriel Sylvestre Colombelle (* 6. Januar 1823 in Paris) erhielt am Konservatorium 1836 dreizehnjährig einen ersten Preis für Solfège, über sein weiteres Leben ist nichts bekannt.
Bekannt wurde de Garaudé vorrangig als Autor einiger Lehrwerke für Gesang und Solfège, die teilweise bis in die Gegenwart neu aufgelegt und verwendet werden. Er gilt als bedeutender Vertreter der französischen Romanze, außerdem komponierte er auch Klavierwerke, religiöse Werke, darunter eine Messe solennelle und die Oper La lyre enchantée. Nach einer Spanienreise veröffentlichte er 1852 den Bericht L’Espagne en 1851, ou impression de voyage d’un touriste dans les diverses provinces de ce royaume.

## Werke
- Méthode de chant, Paris, 1809, 1825
- Petite Méthode de chant dédiée aux Dames. A l’usage de la Maison royale établie à St Denis pour l’éducation des filles des membres de la Légion d’honneur, Paris, um 1820
- Soixante solfèges progressifs à deux voix égales, avec accompagnement de piano ou harpe, ou nouveau cours de lecture musicale précédé de principes de musique par demandes et réponses, Paris 1831
- L’Harmonie rendue facile ou théorie pratique de cette science, Paris 1835
- Méthode complète de piano, Paris 1840
- Solfèges des enfants et des écoles primaires, à l'usage des colléges, pensionnats, séminaires, Paris s. a.